# Esterhazy (Film)
Esterhazy ist ein Knetanimations-Kurzfilm der Silbernen-Bär-Gewinnerin Izabela Plucińska. Der Film ist eine Adaption des bekannten gleichnamigen Bilderbuches von Irene Disch und Hans Magnus Enzensberger.

## Handlung
Der Held ist ein zu klein geratener Wiener Hase aus der Esterhazy-Dynastie, der vom Familienpatriarchen Fürst Esterhazy in das Berlin des Jahres 1989 geschickt wird, um dort eine möglichst große Hasenfrau zu finden. Dem Hinweis Fürst Esterhazys folgend, dass die Berliner Hasen alle an einer mysteriösen Mauer wohnen, begibt sich der Held auf die Suche. Doch erst nach einigen Monaten und vielen Rückschlägen findet er die Mauer, das Hasenparadies und die Liebe seines Lebens, die Hasendame Mimi. Ausgerechnet in diesem Moment fällt die Berliner Mauer.

## Hintergrund
Der Film wurde gefördert von: Polnisches Filminstitut Berlin, Medienboard Berlin-Brandenburg, Kuratorium junger deutscher Film und DEFA-Stiftung.